# Cuirassa (tortugues)

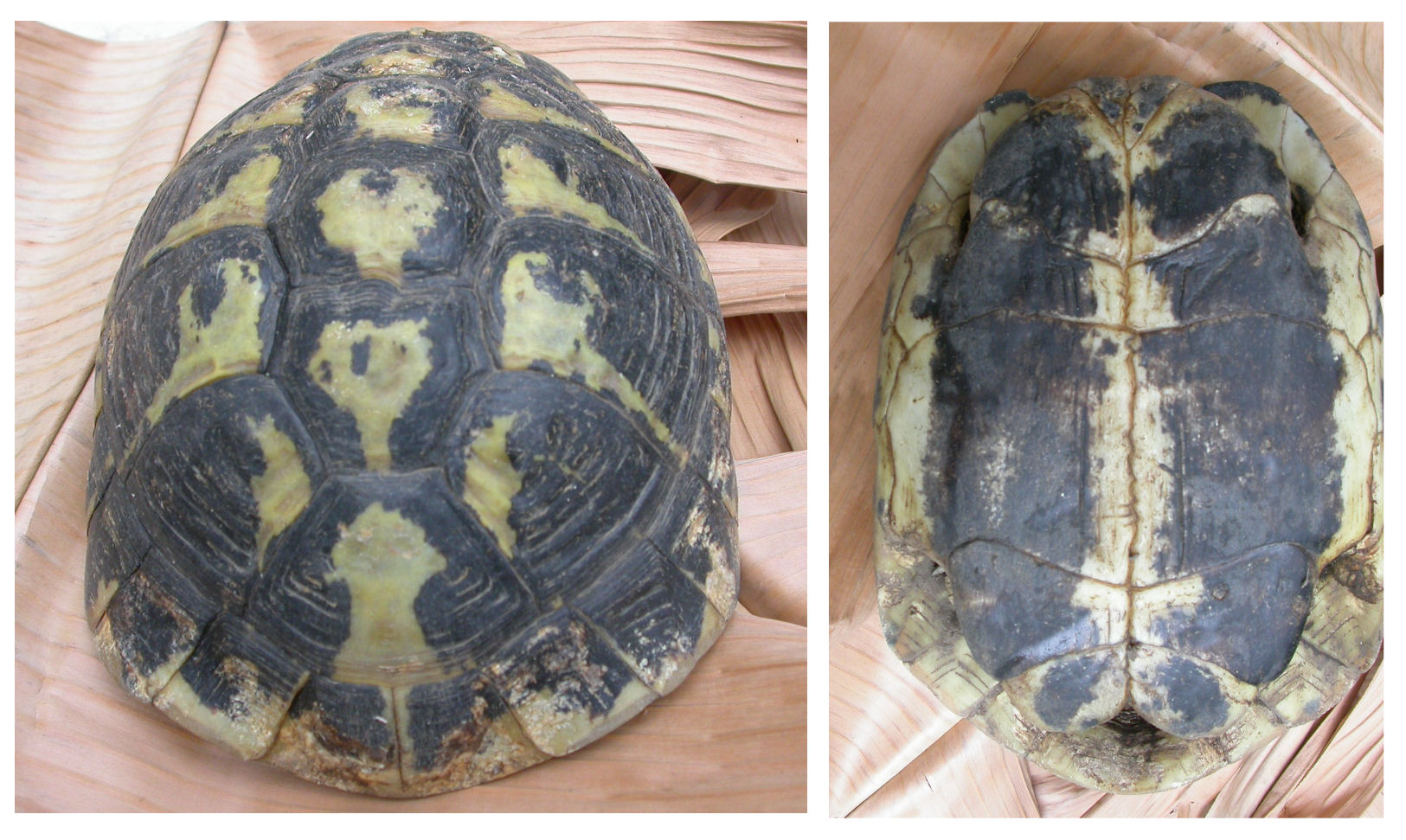
La imatge de la dreta mostra el plastró d'una Testudo hermanni peloponnessica. A l'esquerra, l'escut del mateix exemplar

La closca o cuirassa de les tortugues està formada, generalment, per plaques òssies revestides de plaques queratinitzades, i a vegades només per plaques còrnies. Es divideix en el plastró (part ventral) i l'escut (part dorsal). La columna vertebral i les costelles es fusionen formant plaques sota la pell i formen la closca. Exteriorment a la pell, la closca està coberta per escuts, plaques còrnies que la protegeixen de manera més eficaç. Les closques de moltes espècies de tortugues presenten colors brillants amb motius originals que permeten als individus de les mateixes espècies identificar-se a certa distància.
Les tortugues poden sobreviure de manera sorprenent a lesions severes en la closca, i les escletxes profundes o les porcions desaparegudes de teixit poden reomplir-se d'os i curar-se. En algunes tortugues com en els trioníquids, en la tortuga de nas de porc d'Austràlia o en la gran tortuga de mar, tortuga llaüt, els falten peces i la closca es cobreix només amb pell.

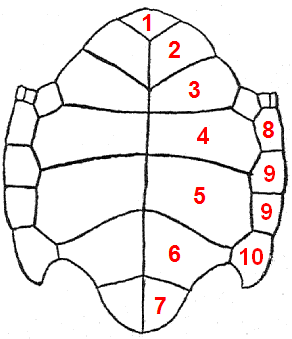
Peces del plastró
Peces de l'escut

El plastró és la part gairebé plana de l'estructura de la closca d'una tortuga. És la part que cobreix el ventre, similar en composició a la cuirassa; amb una capa externa de material punxegut dividit en plaques anomenades escuts i una capa subjacent d'ossos que s'entrecreuen.
En certes famílies, hi ha una frontissa entre els escuts pectoral i abdominal que permeten a la tortuga tancar-se gairebé del tot. En certes espècies, es pot determinar el sexe de la tortuga mirant si el plastró és còncau (mascle) o convex (femella). Això es deu a la posició que adopten per aparellar-se.
Les plaques del plastró s'uneixen al llarg d'una sutura central que recorre el mig del plastró. Les longituds relatives dels segments de la sutura poden servir per a identificar una espècie de tortuga o tortuga d'aigua. Hi ha sis parells lateralment simètrics d'escuts al plastró: gular, humeral, pectoral, abdominal, femoral i anal (començant pel cap i progressant envers la cua).
Les sutures dels escuts abdominal i gular són d'una mida aproximadament equivalent, igual que les dels escuts femoral i pectoral. La comparació de configuració del plastró serveix per a distingir dues espècies.
Els antics xinesos usaven els plastrons de les tortugues per a dur a terme un tipus de vidència anomenat plastromància.